# Quincy, Cher

Quincy este o comună în departamentul Cher, Franța. În 1 ianuarie 2022 avea o populație de 821 de locuitori.